# Dioscorea besseriana
Dioscorea besseriana är en enhjärtbladig växtart som beskrevs av Carl Sigismund Kunth. Dioscorea besseriana ingår i släktet Dioscorea och familjen Dioscoreaceae. Inga underarter finns listade i Catalogue of Life.